# Tym
Il Tym (in russo Тым?; in lingua selcupa: Ӄа́лӷы, Ӄа́лӄы) è un fiume della Russia siberiana meridionale, affluente di destra dell'Ob'. Scorre nell'Enisejskij rajon del Territorio di Krasnojarsk e nel Kargasokskij rajon dell'Oblast' di Tomsk.

## Descrizione
Il Tym ha origine nella dorsale boscosa dello spartiacque Ob'-Enisej, a circa 176 m di altezza, nella parte orientale del grande bassopiano siberiano occidentale e scorre con direzione ovest o ovest-sud-ovest attraverso una zona quasi completamente paludosa; sfocia nel fiume Ob' fra le cittadine di Nazino e Kargasok, presso l'insediamento di Ust'-Tym.
Il fiume ha una lunghezza di 950 km e il suo bacino è di 32 300 km². La sua portata media al villaggio di Napas (272 km dalla foce) è di 191,20 m³/s. Tra i suoi affluenti maggiori, da destra: Lymbel'ka, Kosec, Sangil'ka e Vanžil'; da sinistra: Podelga. 
Il bacino del Tym è asimmetrico, il 70% del suo territorio si trova sulla riva destra del fiume. Le parti superiore e centrale del bacino sono situate nella pianura Ketsko-Tymskaja (Кетско-Тымская равнина) e le zone inferiori si trovano nella pianura centrale dell'Ob' (Среднеобская низменность).
Lungo il suo corso tocca solo alcuni piccoli insediamenti: Molodëžnyj, Nëgotka, e i suddetti Napas e Ust'-Tym. Il Tym è navigabile, in modo irregolare, fino a Napas (a 263 km a monte della foce). È interessato, analogamente a tutti i fiumi siberiani, da lunghi periodi di gelo (mediamente, da fine ottobre/primi di novembre a fine aprile/primi di maggio). Lo spessore del ghiaccio è di 60–80 cm.